# ビザバンド
ビザバンドとは、施設やイベントの利用者・参加者を識別・整理するために用いられるブレスレット。チケットバンドあるいは単にリストバンドともいう。
紙製のものとプラスチック製（ビニール製）のものがあり、いずれも留めたら本体を切断しない限りは外れない。また一度切ると復元できない。
一般に参加者や利用者が多く、入出場の管理や利用者の識別が難しい場合に、入場券や利用券などの紙片で一々確認する手間を省く目的で利用される。具体的には、遊園地やスキー場などのアミューズメント施設、競馬場などの公営競技場、ライブやコンサートなどのイベントなどで用いられている。また、プラスチック製のものは、利用者が紙片を管理することが難しい場合（海でのイベントなど）にも用いられる。
ID内蔵のもの（IDビザバンド）もあり競技期間中の装着を義務付けているマラソンレースもある。